# Prealpy Nicejskie

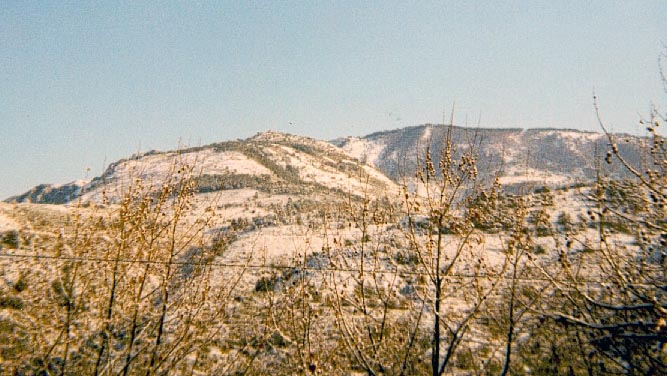
Mont Férion z okolic Tourrette-Levens

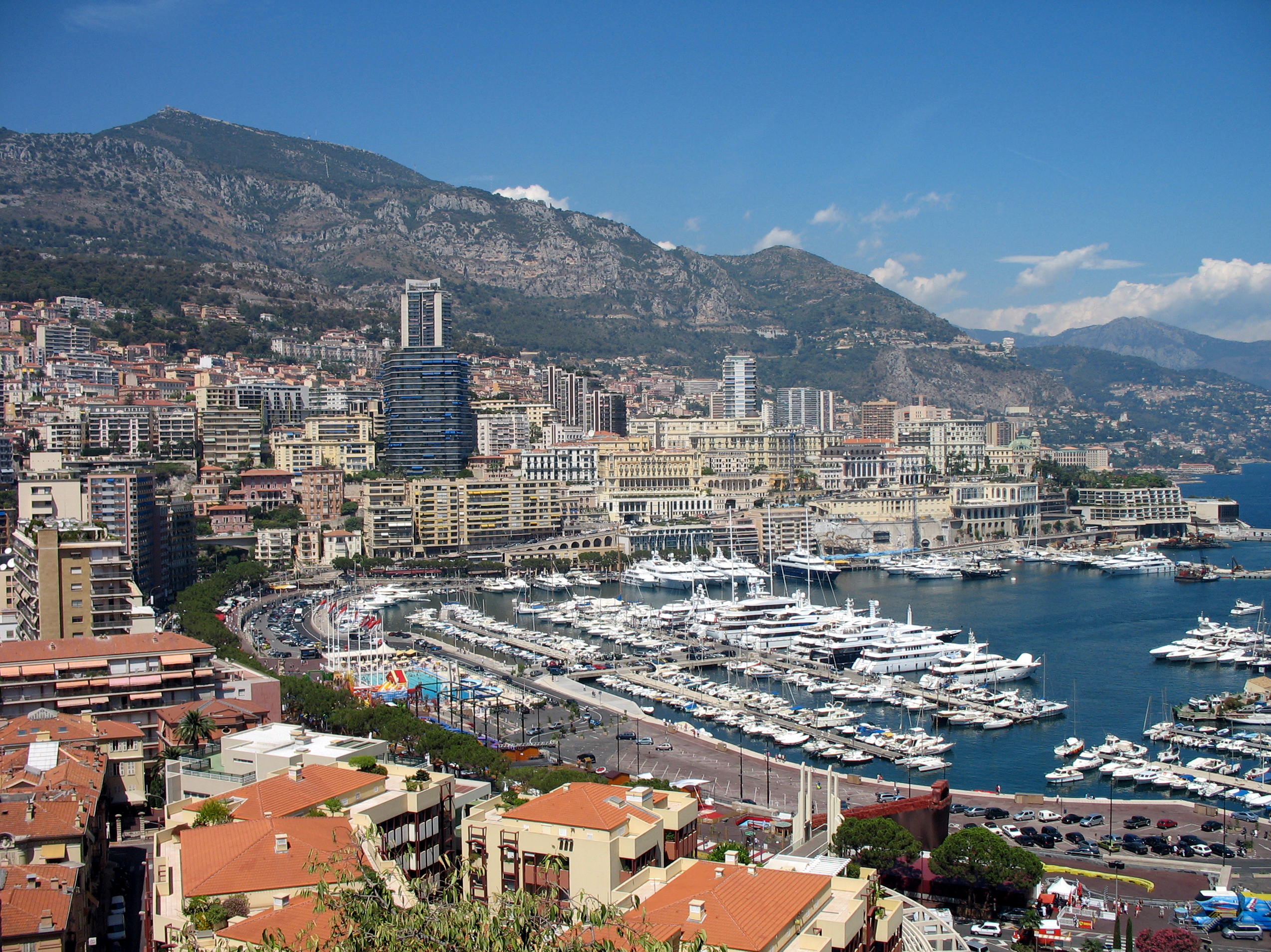
Mont Agel widziany z Monte Carlo

Prealpy Nicejskie – pasmo górskie, część południowych Alp Zachodnich. Leży na terenie południowej Francji w regionie Prowansja-Alpy-Lazurowe Wybrzeże oraz w Monako. Pasmo to jest częścią Alp Nadmorskich. Największym miastem regionu jest Nicea. Najwyższym szczytem jest Mont Férion, który osiąga 1413 m.
Najwyższe szczyty:
- Mont Férion (1413 m),
- Mont Grammondo (1378 m),
- Mont Meras (1243 m),
- Mont Razet (1281 m),
- Mont Agel (1148 m),
- Cima Longoira (1131 m).